# Linearizace
Linearizace (někdy také lineární aproximace) je nahrazení části křivky (nebo průběhu funkce) přímkou. Jinak řečeno, jedná se o aproximaci lineární funkcí (jinak také polynomem prvního řádu).
V případě funkce více proměnných se jedná nahrazení části obecné plochy rovinou.
V diferenciálním počtu představuje linearizace nahrazení diferenciální rovnice v určitém rozsahu hodnot lineární diferenciální rovnicí.
Důvodem užití linearizace obvykle bývá zjednodušení navazujících výpočtů.

## Způsoby linearizace
Metoda provedení linearizace závisí na důvodu jejího použití.
- Pokud je cílem zjištění přibližné hodnoty funkce v blízkém okolí známého bodu, provádí se obvykle nahrazení funkce její tečnou ve známém bodu. (K určení rovnice tečny se užívá derivace.)

- Pokud je cílem stanovení přibližné rovnice z experimentálně získaných hodnot, používá se obvykle lineární regrese, která je jednou z aplikací metody nejmenších čtverců.

## Příklad: Přibližný výpočet e0,01
Úkolem je přibližně určit hodnotu funkce {\displaystyle f(x)=e^{x}} ({\displaystyle e} představuje Eulerovo číslo, základ přirozeného logaritmu) pro {\displaystyle x=0,01}, přičemž je známá hodnota funkce v bodu {\displaystyle x_{0}=0} ({\displaystyle f(x_{0})=f(0)=e^{0}=1}) a dále je známá první derivace ({\displaystyle f'(x)=e^{x}}), která je v bodě {\displaystyle x_{0}} rovna {\displaystyle f'(x_{0})=e^{0}=1}.
Funkci {\displaystyle f(x)} nahradíme v blízkém okolí bodu {\displaystyle x_{0}} tečnou, jejíž směrnice je určena první derivací. Rovnice tečny bude následující. (Viz také Taylorův polynom.)
{\displaystyle y(x)=f(x_{0})+f'(x_{0})\cdot (x-x_{0})}
{\displaystyle y(x)=1+1\cdot (x-0)=1+x}
Odtud již není problém vypočítat místo hodnoty {\displaystyle f(x)} pouze přibližnou hodnotu z rovnice tečny {\displaystyle y(x)}.
{\displaystyle f(0,01)\approx y(0,01)=1+0,01=1,01}
Pokud vypočtenou hodnotu 1,01 porovnáme s přesněji vypočtenou hodnotou {\displaystyle e^{0,01}\doteq 1,010050167}, vidíme, že chyba provedeného přibližného odhadu je velmi nízká. (Viz také absolutní chyba a relativní chyba.)